# Celeste West
Celeste (Celestia) West (24 de novembre de 1942 – 3 de gener de 2008) va ser una bibliotecària i autora lesbiana nord-americana, coneguda pels seus punts de vista alternatius en biblioteconomia i la seva autoria de llibres sobre sexe i polifidelitat lèsbica. Ella mateixa era poliamorosa.

## Biografia
West va néixer a Pocatello, Idaho. Va obtenir la seva llicenciatura en periodisme a la Universitat Estatal de Portland, i el seu màster en Servei de Biblioteques a la Universitat de Rutgers el 1968. Després es va traslladar a San Francisco, on va treballar a la seu del Centre de Referència de l'Àrea de la Badia a la Biblioteca Pública de San Francisco. Va ser la segona editora de la seva revista, Synergy, que va guanyar dos premis ALA, però va perdre el seu finançament el 1973 després que West públiqués una fotografia poc afavoridora de Richard Nixon.
El 1972, West va cofundar Booklegger Press, la primera editorial de biblioteques nord-americana propietat de dones, amb la seva parella en aquell moment, la bibliotecària Sue Critchfield i Valerie Wheat. La primera publicació de la premsa va ser una antologia editada per West i Elizabeth Katz titulada Revolting Librarians. L'antologia, que descrivia biaixos en les pràctiques bibliotecàries contemporànies i proposava models alternatius de biblioteques, va vendre 15.000 còpies en tres anys. També va publicar la revista feminista de la biblioteca Booklegger Magazine de 1973 a 1976. Entre 1989 i 2006, West va treballar com a director de la biblioteca al San Francisco Zen Center.
El 1977, West es va convertir en associada de l'⁣Institut de Dones per a la Llibertat de Premsa (WIFP). WIFP és una organització editorial nord-americana sense ànim de lucre. L'organització treballa per augmentar la comunicació entre dones i connectar el públic amb formes de mitjans basats en dones.